# NGC 1670
NGC 1670 ist eine Linsenförmige Galaxie vom Hubble-Typ S0 im Sternbild Orion am Himmelsäquator. Sie ist schätzungsweise 202 Millionen Lichtjahre von der Milchstraße entfernt und hat einen Durchmesser von etwa 75.000 Lichtjahren.
Im selben Himmelsareal befinden sich u. a. die Galaxien NGC 1678, NGC 1682, NGC 1683, NGC 1685.
Das Objekt wurde am 1. Februar 1786 von dem Astronomen William Herschel entdeckt.